# Castell de Bettembourg
El Castell de Bettembourg (en francès: Château de Bettembourg; en luxemburguès: Beetebuerger Schlass) està situat en el centre de Bettembourg al sud de Luxemburg, té una història que comença el 1733, quan va ser construït com a residència d'una família d'agricultors. Avui dia alberga les oficines i serveis de la comuna local.

## Història
N'hi havia una petita fortalesa a Bettembourg ja al segle x. Una torre es va afegir més tard, però es va retirar quan es van fer noves ampliacions al segle xvii.
Un segon castell va ser construït al voltant de 1733 per Lotari de Zievel i la seva esposa Appolinaire-Agnès-Elisabeth d'Haagen Motten. L'estil arquitectònic més aviat auster era típic de l'època, sobretot perquè l'edifici va ser dissenyat per a interessos de l'agricultura.
La part més antiga del castell és l'ala sud que allotjava tenia] les estables i graners. L'ala nord, ara part principal del complex en forma d'U, es va afegir més tard. Al voltant de 1759, Jean-Henri de Zievel va encarregar a l'arquitecte Rousselet de Boulay importants obres de restauració. El 1765, a la mort de l'últim membre de la família De Zievel, el castell va caure en mans del gerent de castell, Marc-Antoine de Verniolles. Diversos propietaris van continuar incloent els membres de la família Hohenzollern-Hechingen-Haigerloch (1780), Charles Joseph Collart de Donnea, propietari de la foneria de ferro (1807), va ser seguit per diversos membres de la família Collart fins al 1971. Quan la seva esposa, Margarita Collart-Weber, va morir el 1969, Collart va decidir vendre la propietat. La comuna de Bettembourg va comprar la propietat el 1971 i, després de portar a terme una obra de restauració i reconstrucció extensa, va obrir l'edifici com a Ajuntament de Bettembourg el 1991.